# Levoshë
Levoshë – wieś położona w północnej części Albanii w gminie Iballë. Wieś znajduje się 97 kilometrów od stolicy państwa, Tirany.

## Demografia
Według spisu ludności z 1989 roku we wsi Levoshë mieszkało 345 mieszkańców.